# Гемоксигеназа-2
HMOX2 (англ. Heme oxygenase 2) – білок, який кодується однойменним геном, розташованим у людей на короткому плечі 16-ї хромосоми. Довжина поліпептидного ланцюга білка становить 316 амінокислот, а молекулярна маса — 36 033.
| 10         |  | 20         |  | 30         |  | 40         |  | 50         |
| ---------- |  | ---------- |  | ---------- |  | ---------- |  | ---------- |
| MSAEVETSEG |  | VDESEKKNSG |  | ALEKENQMRM |  | ADLSELLKEG |  | TKEAHDRAEN |
| TQFVKDFLKG |  | NIKKELFKLA |  | TTALYFTYSA |  | LEEEMERNKD |  | HPAFAPLYFP |
| MELHRKEALT |  | KDMEYFFGEN |  | WEEQVQCPKA |  | AQKYVERIHY |  | IGQNEPELLV |
| AHAYTRYMGD |  | LSGGQVLKKV |  | AQRALKLPST |  | GEGTQFYLFE |  | NVDNAQQFKQ |
| LYRARMNALD |  | LNMKTKERIV |  | EEANKAFEYN |  | MQIFNELDQA |  | GSTLARETLE |
| DGFPVHDGKG |  | DMRKCPFYAA |  | EQDKGALEGS |  | SCPFRTAMAV |  | LRKPSLQFIL |
| AAGVALAAGL |  | LAWYYM     |  |            |  |            |  |            |

A: Аланін

C: Цистеїн

D: Аспарагінова кислота

E: Глутамінова кислота

F: Фенілаланін

G: Гліцин

H: Гістидин

I: Ізолейцин

K: Лізин

L: Лейцин

M: Метіонін

N: Аспарагін

P: Пролін

Q: Глутамін

R: Аргінін

S: Серин

T: Треонін

V: Валін

W: Триптофан

Кодований геном білок за функціями належить до оксидоредуктаз, фосфопротеїнів. 
Задіяний у таких біологічних процесах, як ацетилювання, альтернативний сплайсинг. 
Білок має сайт для зв'язування з іонами металів, іоном заліза, гемом. 
Локалізований у ендоплазматичному ретикулумі, мікросомах.